# Calvisia costata
Calvisia costata är en insektsart som först beskrevs av Carl Peter Thunberg 1815.  Calvisia costata ingår i släktet Calvisia och familjen Diapheromeridae. Inga underarter finns listade.